# Pannwitz (Adelsgeschlecht)

Wappen derer von Pannwitz

Pannwitz (Pannewitz, Panwitz) ist der Name eines Uradelsgeschlechts aus der Ober- und Niederlausitz, Schlesien und der Grafschaft Glatz.
Das Dorf Pannewitz ist heute Teil der Gemeinde Burkau (Sachsen). Ein weiteres Dorf mit Namen Pannewitz ist ein Ortsteil der Gemeinde Neschwitz bei Bautzen. Welches der beiden Dörfer als namensgebender Stammsitz anzusehen ist, konnte noch nicht belegt werden. Ein weiteres Rittergut und Dorf namens Pannwitz lag im Kreis Trebnitz/Niederschlesien (heute Paniowice, Gemeinde Oborniki Śląskie/Obernigk), und ein Ortsteil von Laukitten in Ostpreußen hieß bis 1945 Pannwitz.

## Geschichte
Das Geschlecht ist vermutlich eines Stammes mit denen von Wusterbusch, die 1204 mit Henricus de Wontbusch erstmals urkundlich erscheinen, und deren Stammreihe mit Dietmar von Wusterbusch († nach 1305, Vogt von Bautze und vermutlich identisch mit Thyderico (Dietmar) de Panewicz) beginnt, der erstmals in Budissin (Bautzen) am 13. Juli 1262 urkundlich erwähnt wird. Böhmisches Inkolat im Ritterstand am 12. Juni 1756 für Johann Franz von Panwitz, Domherr zu Königgrätz.
Das Geschlecht derer von Pannwitz taucht urkundlich 1276 mit Ticzco de Panewicz auf und beginnt die Stammreihe bereits mit dessen Vater Dietmar († vor 1276), Besitzer eines Burglehens in Budissin (Bautzen). Thiesko von Panwitz gab der Überlieferung nach seinen Garten, als Otto der Fromme, Markgraf zu Brandenburg, um 1243 das Franziskaner-Kloster in Bautzen stiftete und kann als Stammvater des bis heute blühenden Astes der Familie angesehen werden.
Im Jahr 1305 schenkte Dietrich von Pannwitz dem Kloster St. Marienstern das südwestlich davon gelegene Dorf Jauer. Für viele, weitere Orte in der Oberlausitz, ist später Güterbesitz der Pannwitz bezeugt, wie Königswartha, Lohsa, Uhyst, Merzdorf, Ratzen oder Neida.
Werner (Wolfram) bekam 1324 vom Oelser Herzog Konrad das Burggrafentum zu Wohlau und Stuben mit allen seinen Rechten. Sein Bruder Ticzco (1327–1359) residierte ab 1346 als erster Pannwitz auf der Burg Landfried und Reinerz in der Herrschaft Hummel, die damals noch unmittelbar zum altböhmischen Königgrätzer Kreis gehörte und erst 1477 in die Grafschaft Glatz eingegliedert wurde. Ti(e)tzd. J. wird 1387 mit Vetschau in der Niederlausitz belehnt. Sein Sohn Heinrich kämpft 1410 mit einer Rotte von 51 Spießen und einem Schützen in der Schlacht bei Tannenberg unter dem Hochmeister des Deutschen Ordens Ulrich von Jungingen und erwarb 1434 Kathlow und Schlichow bei Cottbus. Hans auf Lohsa bei Hoyerswerda, der Bruder von Heinrich, beteiligte sich 1421 an der Befestigung Bautzens gegen die Hussiten und stand 1424 im Sold der Stadt Görlitz. Andreas von Pannwitz studierte in Bologna und wurde 1527 Doktor der Rechte. Balzer von Pannwitz († 1609) erwarb 1578 Kahren.
Als Ahnherr der Müschener Linie, des einzigen bis heute noch blühendenden Astes, ist Hans von Pannwitz (1490–1536) auf Kathlow anzusehen, der 1519 eine Hälfte von Babow erwarb und seit 1498 bereits Klein-Ossnig besaß. Dazu wurde 1578 Kahren in der Nachbarschaft von Kathlow von Balzer von Pannwitz erworben, der mit Ursula von Loeben vermählt war.
Zu den weiteren Niederlausitzer Besitztümer gehörten u. a. Vetschau; Alt-Forst u. Domsdorf; Seifersdorf, Reichersdorf u. Triebel. In der Herrschaft Cottbus gelegen waren das Kathlow, Schlichow, Haasow, Rogosna, Koppatz, Sergen, Gablenz, Tranitz, Grötsch, Kl. Lieskow, Kl. Bademeusel, Jeserick, Dissen, Gr. u. Kl. Ossnig, Babow, Döbberick, Gulben u. Müschen. Des Weiteren im Kr. Calau, Lipten u. Radensdorf, Gr. Lübbenau, Bischdorf u. Wormlage. 
Zwischen 1646 und 1699 war das Rittergut Briescht und von 1665 bis 1682 Falkenberg im Besitz der Familie Pannwitz. Der Chef des Regiments Gens d’armes, General Wolf Adolf von Pannwitz (1679–1750) auf Groß Gaglow und Lipten erwarb 1735 das Rittergut Schönfließ bei Oranienburg und schuf zusammen mit seinem Sohn Friedrich Wilhelm (1719–1790) ein musterhaft geführtes Guts- und Bauerndorf nach modernen land- und forstwirtschaftlichen Methoden, in dem bereits 1767 die Separation durchgeführt wurde. Als Zeichen seiner Wertschätzung war Wolf Adolph Mitglied des Tabakscollegiums unter dem preußischen König Friedrich Wilhelm I. und ließ 1736 in der Wilhelmstraße im Zentrum Berlins mit Hausnummer 76 ein Palais bauen, das später zum preußischen Auswärtigen Amt wurde. Heinrich Wilhelm von Pannwitz auf Babow und Gulben (1678–1749) erwarb das Rittergut Müschen 1714 von Otto Heinrich von Stutterheim. Sein Sohn Otto Heinrich (1706–1751) war mit Juliane von Schönfeldt aus dem Hause Werben verheiratet. Deren Tochter Ulrike Juliane heiratete den Major Joachim Friedrich von Kleist auf Guhrow und wurde die Mutter des großen deutschen Dichters Heinrich von Kleist.

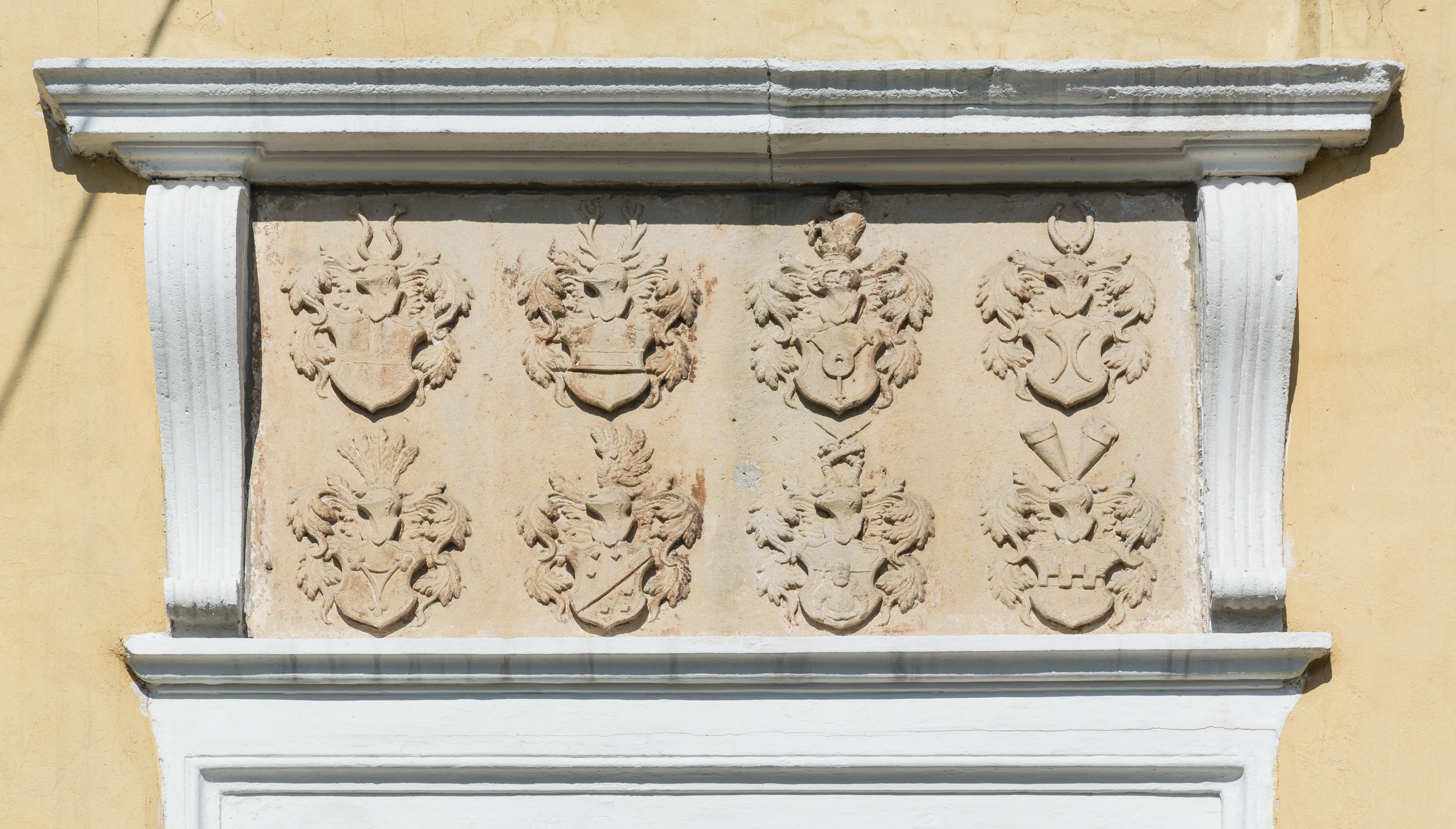
Wappen der Herren von Pannwitz über dem Eingang zum Mittelhof in Altlomnitz (Stara Łomnica), Glatzer Land, Niederschlesien

In der Grafschaft Glatz besaßen die Herren von Pannwitz (Panevicz) teilweise bis ins 19. Jahrhundert weite Besitztümer, u. a. Albendorf, Altlomnitz, Dürrkunzendorf, Eisersdorf, Hartau, Hohndorf, Hollenau, Poditau, Utschendorf, Plomnitz, Rathen, Raumnitz, Rengersdorf, Rothwaltersdorf und Waltersdorf.
Mathias von Pannwitz bekam vom böhmischen König Johann von Luxemburg das Patronatsrecht über die Rengersdorfer Pfarrkirche zugewiesen. 1341/46 bekleidete er als erster Pannwitz das Amt des Burggrafen von Glatz. Ihm folgten später Hans I. (1477–1501) auf Rengersdorf und Hans II. (1584–1588) auf Mechwitz und Neudeck. Letzterer war Hofsgerichtsrat und Hauptmann von Münsterberg, dem neben Rengersdorf auch Albendorf gehörte und dessen Familienzweig er begründete. Ludwig von Pannwitz ließ in Albendorf wegen der zunehmenden Wallfahrten anstelle der ersten hölzernen Kirche, die in den Hussitenkriegen zerstört worden war, die größere Wallfahrtskirche Mariä Heimsuchung aus Stein bauen, die 1512 geweiht wurde. Die Rengersdorfer Linie der Pannwitz (begründet durch Otto 1494) erlosch 1768 mit dem Königgrätzer Domherrn Johann Franz von Pannwitz.
Heinrich Wilhelm von Pannwitz (1623–1663) wurde durch seine Vermählung mit Rosina von Schweinitz aus Peterwitz im Fürstentum Jauer ansässig. Das Ehepaar gehört zu den Stiftern der dortigen Friedenskirche. Er entstammte dem Altlomnitzer Zweig der Familie. Seinem Großvater gleichen Vornamens (um 1594–1629) waren im Jahr 1625 wegen seiner Beteiligung am Böhmischen Ständeaufstand und seiner Weigerung zum katholischen Glauben überzutreten, sämtliche Güter konfisziert worden. Zudem musste er die unmittelbar zu Böhmen gehörende Grafschaft Glatz verlassen. Sein Bruder Hans Adolf besaß seit 1664 Gäbersdorf bei Striegau.
Ein gemeinsamer Familienverband mit denen von Pannewitz wurde am 23. Juli 1879 in Breslau gegründet.

## Geadelte Familie von 1785
Daneben gibt es eine Familie von Pannwitz, die auf den Fleischermeister Melchior Pannwitz (gest. 1633) aus Nimptsch zurückgeht, dessen Nachfahren in Breslau zu höheren Ämtern und Gütern kamen, wobei Friedrich Julius Pannwitz (1747–1806) in Bezug auf das uradelige Geschlecht eine Adelsbestätigung bzw. -erneuerung am 4. April 1788 erhielt. Diese von Pannwitz besaßen im 19. Jahrhundert mehrere Güter in Niederschlesien, insbesondere bei Sagan und Grünberg (lange Zeit das Gut Schweinitz III). Diesem Geschlecht entstammen auch der Oberforstmeister Julius von Pannewitz (1788–1867) und der preußische General Günther von Pannewitz (1857–1936).

## Geadelte Familie von 1787
Seit 1787 gibt es noch ein geadeltes Geschlecht von Pannwitz, das auf Carl Friedrich Conrad Fischer, Junker im königlich-preußischen Husarenregiment „v. Köszegy“, zurückgeht, der als Stief- und Adoptivsohn des königlich-preußischen Rittmeisters Alexander von Pannwitz am 8. Februar 1787 geadelt wurde.

## Wappen
- Das Wappen des uradeligen Geschlechts ist geteilt und oben von Silber und Rot gespalten, unten Schwarz. Auf dem Helm mit schwarz-rot-silbernen Decken zwei Büffelhörner, das rechte von Rot und Schwarz, das linke von Silber und Schwarz geteilt. Wahlspruch: „PRORSUM“. (deutsch: „vollständig“). In diesem Sinne „Vorwärts“.
- Das Wappen der geadelten Pannwitz ist oben von Silber und Rot gespalten, unten blau. Die Büffelhörner auf dem Helm sind rechts von Rot und Blau, links von Silber und Blau geteilt.

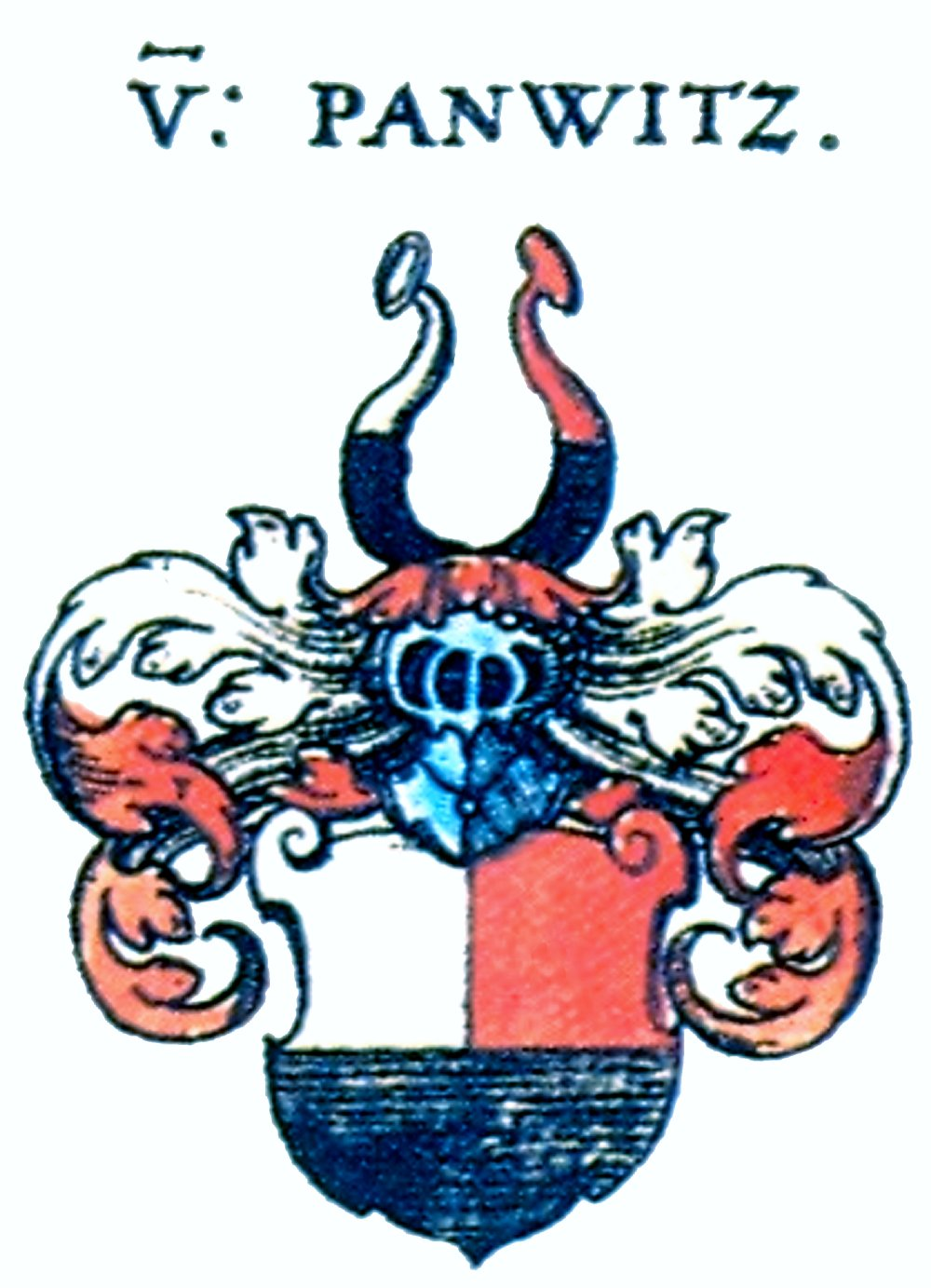
Wappen der Pannwitz in Siebmachers Wappenbuch, 1605
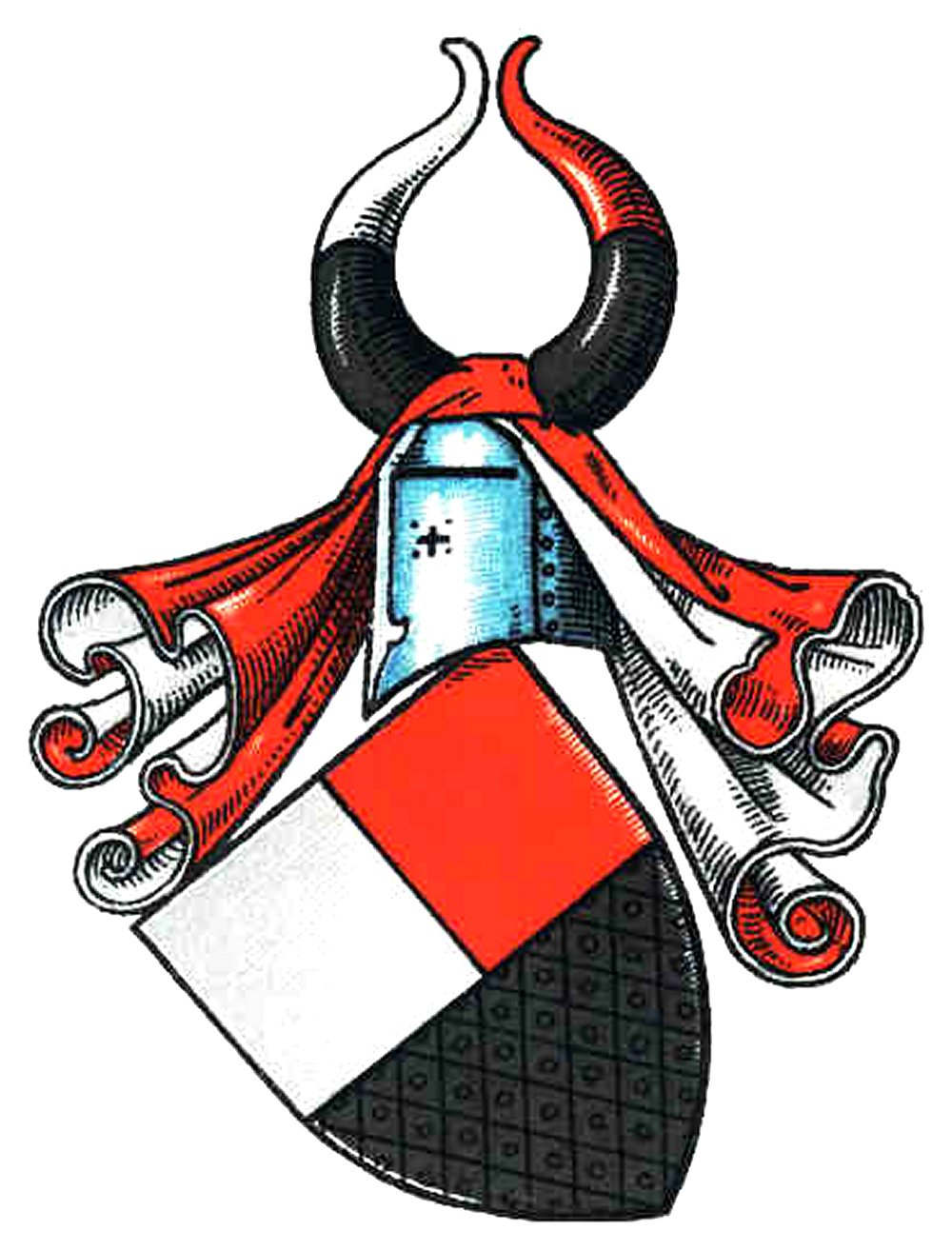
Abbildung im Wappenbuch des in Schlesien (einschließlich der Oberlausitz) landgesessenen Adels.

## Bekannte Familienmitglieder
- Wolfram von Pannwitz (urkundlich 1345), Erbherr eines Anteils von Rengersdorf und Burggraf in Glatz
- Matthias von Pannwitz, Erbherr auf Rengersdorf, Ritter des Johanniterordens und Domherr zu Breslau, 1368 Pfarrer in Rengersdorf
- Titzko (Tyczko) von Pannwitz, Erbherr eines Anteils von Rengersdorf und Burggraf in Glatz, 1346 Besitzer der damals noch nicht zum Glatzer Land gehörenden Herrschaft Hummel und Mannrechtsbeisitzer in Glatz; starb 1359 und hinterließ die Söhne Titzko d. J., Dienhard (Tamo), Hans, Thomas, Wolfram, Otto, Niklas und Matthias sowie die Töchter Gertrud, die mit Otto von Haugwitz auf Friedersdorf verheiratet war und Jutte, die mit Hermann von Bela vermählt war[8]
- Nikolaus von Pannwitz auf Lomnitz, Doktor der Theologie, Domherr in Breslau und Hofkaplan des Kaisers Karl IV.
- Johann von Pannwitz († 1446), Pfarrer in Lomnitz und Oberschwedeldorf, Altarist in Habelschwerdt. 1441 Weihbischof in Breslau und Titularbischof von Symbaliensis
- Ludwig von Pannwitz († 1554), Gutsherr auf Albendorf, Grafschaft Glatz, ließ 1512 eine steinerne Kirche erbauen, die später zur Marienwallfahrtskirche und Basilika Albendorf (Wambierzyce) wurde
- Ludolf von Pannewitz (1652–1719), preußischer Generalleutnant von der Kavallerie, Chef des Kürassierregiments „Wittgenstein“
- Anton von Pannewitz (1659–1731), preußischer Generalleutnant, Chef des Regiments zu Fuß „L’Aumonier“
- Wolf Adolf von Pannewitz (1679–1750), preußischer Generalmajor, Chef des Kürassierregiments „Natzmer“ (Regiment Gens d’armes)
- Gottlob Ernst von Pannewitz (1697–1765), preußischer Generalmajor, Chef des Infanterieregiments „Knobloch“
- Nikolaus Sigismund von Pannewitz (1700–1748), preußischer Oberstleutnant und zuletzt Chef des schlesischen Artillerie-Bataillons
- Ernst Anton Erdmann von Pannwitz (1706–1759), erster preußischer Landrat im Kreis Glatz
- Maximilian Sigmund von Pannewitz (1715–1791), preußischer Generalleutnant, Chef des Kürassierregiments „Seydlitz“
- Friedrich Wilhelm von Pannwitz (1719–1790), Residierender Kommendator des Johanniterordens auf Lagow
- Sophie Marie von Pannwitz (1729–1814), Gräfin von Voß, Gesprächspartnerin und Beraterin von preußischen Königinnen und Königen; Oberhofmeisterin, zuletzt von Königin Luise.
- Ulrike Juliane von Pannwitz (1746–1793), Mutter des Dichters Heinrich von Kleist
- Wolff Otto von Pannwitz (1752–1802), auf Schönfließ und Stolpe, Domherr von Brandenburg, von 1787 bis 1802 Direktor Kur- und Neumärkisches Ritterschaftliches Kreditinstitut Berlin[9]
- Albrecht Wilhelm von Pannwitz (1754–1825), preußischer Landrat
- Friedrich Wilhelm von Pannwitz (1788–1852), Pseudonym Friedrich Wilhelm Wilhelmi, Deutsch-Österreichischer Schauspieler am Hofburgtheater.
- Julius von Pannewitz (1788–1867), auf Nieder-Buchwald, Oberforstmeister und Autor
- Karl von Pannwitz (1798–1883), preußischer Generalmajor
- Amalie von Pannwitz (1811–1859), Stifterin der v. Fabeck-v. Kalkreuth- v. Pannwitz`schen Familienstiftung
- Friedrich Wilhelm Konstantin von Pannwitz (1816–1886), Rittergutsbesitzer und Erbauer von Schloss Paulsdorf, Landkreis Rosenberg O/S.
- August von Pannwitz (1819–1900), preußischer Generalleutnant, Landrat
- Hugo von Pannwitz (1820–1892), preußischer Generalmajor
- Oskar von Pannwitz (1834–1906), preußischer Generalmajor, langjähriger Adjutant des späteren Kaisers Friedrich III
- Erich Wolf von Pannwitz (1834–1875), kgl. preuß. Leutnant a. D., nordamerikanischer Oberst a. D.
- Walter von Pannwitz (1856–1920), Rechtsanwalt, Oberbürgermeister und Autor, Kunstsammler und Mäzen.
- Günther von Pannewitz (1857–1936), deutscher General im Ersten Weltkrieg
- Eva von Pannewitz (1865–1917), Malerin in Ahrenshoop, Tochter des Hugo von Pannwitz (1820–1892)
- Eberhard von Pannwitz (1887–1945), Jurist, Diplomat, deutscher Gesandter
- Dagmar von Pannwitz (1890–1935), geb. Gräfin von Dankelmann, Komponistin und Konzertpianistin
- Helmuth von Pannwitz (1898–1947), deutscher General
- Günther von Pannewitz (1900–1966), Professor in Bielefeld, Radiologe, Günther v. Pannewitz-Preis
- Hans-Curt II. von Pannwitz (1929–2019), deutscher Bankier